# Agha

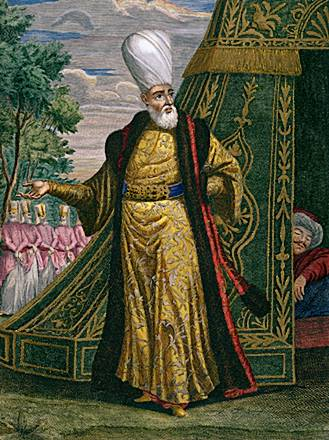
Een Agha Janitsar

Agha (Turks: aga; Cyrillisch: ага) is een oorspronkelijk Mongoolse titel van Turkse afkomst.
De titel heeft in de verschillende Turkse talen, verschillende betekenissen: In het Turks betekent het bijvoorbeeld: 'oudere broer' en bij de Yakut 'vader'. Andere toepassingen zijn: 'oom', 'opa' en 'oudere zuster'. De Mongolen gebruikte de term als eretitel voor 'oudere broer' of 'ouder familielid'. 
In de Ottomaanse taal betekende agha/اغا , 'leider', 'heer' of 'landeigenaar'. Agha was in het Ottomaanse Rijk, een titel voor een civiele of militaire hoogwaardigheidsbekleder. In het leger, was hij de eerste commandant of kapitein. Hij stond onder de bei.
In het begin van de 19e eeuw werd de term gebruikt voor al diegenen voor wie de term 'heer' (bei of effendi) niet van toepassing is. In het oosten van Turkije wordt de term vaak gebruikt voor grootgrondbezitter.
In Turkije werd de titel in 1934 en in Egypte in 1953 afgeschaft.